# Jürgen Schuster (Theologe)

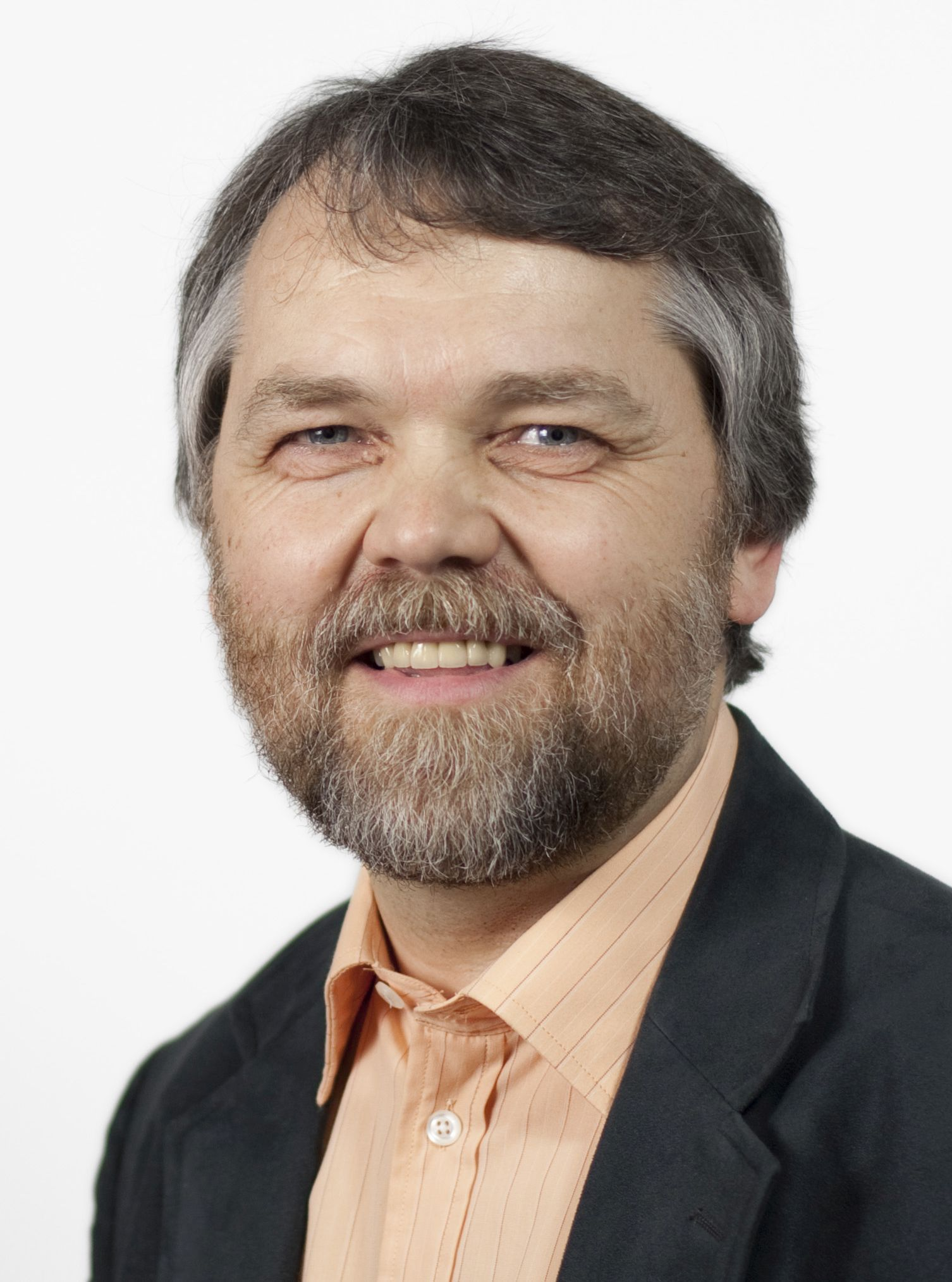
Jürgen Schuster im Jahr 2011

Jürgen Schuster (* 31. August 1957) ist ein deutscher Missionar, Theologe, Autor, Dozent und emeritierter Professor für Interkulturelle Theologie der Internationalen Hochschule Liebenzell (IHL).

## Leben und Wirken
Schuster absolvierte von 1976 bis 1981 ein Theologiestudium am Theologischen Seminar der Liebenzeller Mission. Zwischen 1981 und 1982 war er zum Englisch-Sprachstudium und Gemeindekurzpraktikum in England. Danach war er für ein Jahr in der Gemeinde- und Jugendarbeit in Deutschland tätig. Von 1983 bis 1998 arbeitete er als Missionar der Liebenzeller Mission im Bereich Gemeindegründung und Gemeindeaufbau in Japan. 1989 schloss er sein Studium an der Biola University in La Mirada, Kalifornien, als M.A. in Intercultural Studies erfolgreich ab. Von 1991 bis 1994 war er Vorstandsmitglied des japanischen Kirchenverbands LKKR. Als Gastdozent lehrte er 1996 am Pacific Islands Bible College in Chuuk, der heutigen Pacific Islands University in Guam, Mikronesien. Zwischen 1997 und 1998 arbeitete er im theologischen Ausschuss des japanischen Kirchenverbandes JECA (Japan Evangelical Church Association) mit. Darauf folgte bis 2002 sein Missionswissenschaftliches Studium an der Trinity International University in Deerfield, Illinois, wo er 2006 mit seiner Dissertation über Christian mission in eschatological perspective: Lesslie Newbigin's contribution zum PhD in Intercultural Studies promovierte. Von 2002 bis 2011 war er Dozent für Missionswissenschaft am Theologischen Seminar der Liebenzeller Mission, dem Vorläufer der heutigen Internationalen Hochschule Liebenzell (IHL). Von 2016 bis 2022 war Schuster stellvertretender Rektor der IHL und hatte dort von 2011 bis zu seiner Emeritierung 2023 einen Lehrstuhl für Interkulturelle Theologie. Er begleitete den Ausbau der IHL Forschungsstelle Interkulturalität und Religion zum 2017 gegründeten Forschungsinstitut LIMRIS (Liebenzell Institute for Missiological, Religious, Intercultural and Social Studies), deren Leiter er bis 2018 war.
Schuster ist seit 2002 Mitglied der American Society of Missiology, seit 2003 im Arbeitskreis für Evangelikale Missiologie (AfeM) und seit 2013 Mitglied der Deutschen Gesellschaft für Missionswissenschaft (DGMW). 2009 war er ehrenamtlicher Koordinator des Kreuzweg Maisenbach. In seinem ehemaligen Einsatzland Japan leitete er 2011 einen Hilfsteam-Einsatz nach der Erdbeben- und Tsunamikatastrophe. Als Fachreferent hält er Vorträge an der SRH Hochschule für Wirtschaft und Medien Calw und bei der Theologischen Werkstatt des Evangelischen Gnadauer Gemeinschaftsverbands.

## Auszeichnungen
- 2011 wurde ihm für seine auf Englisch erschienene Dissertation über den Beitrag von Lesslie Newbigin zum Verständnis der christlichen Mission der mit 500 Euro dotierte George-W.-Peters-Preis verliehen.[9]

## Privates
Schuster heiratete 1984 Anette Vatter (Tochter von Ernst Vatter). Das Paar hat ein Kind und wohnt in Maisenbach (Bad Liebenzell).

## Veröffentlichungen
- mit Paul G. Hiebert: Kultur und Evangelium: Schritte einer kritischen Kontextualisierung, Verlag der Liebenzeller Mission, Bad Liebenzell 2005, ISBN 978-3-921113783.
- Christian mission in eschatological perspective: Lesslie Newbigin's contribution (Dissertation), VTR, Nürnberg 2009, ISBN 978-3-941750-15-9.
- Gemeinsam unterwegs. Mission verändert – Mission verändert sich (Reihe: Interkulturalität & Religion, Band 7), Lit Verlag, Berlin 2023, ISBN 978-3-643-15423-1.

als Mitherausgeber
- mit Volker Gäckle: Der Paradigmenwechsel in der Weltmission: Chancen und Herausforderungen nicht-westlicher Missionsbewegungen, Lit Verlag, Berlin 2014, ISBN 978-3-643-12374-9.
- mit Volker Gäckle: Das Evangelium und die Religionen. Religionskundliche Fragen – religionstheologische Folgerungen, Lit Verlag, Berlin 2015, ISBN 978-3-643-12886-7.
- mit Bradford M. Smith und Ulrich Giesekus: Global Mental Health and the Church (Reihe: Interkulturalität & Religion: Liebenzeller Impulse Zu Mission, Kultur Und Religion, Band 4), LIT Verlag, Münster 2017, ISBN 978-3-643-90854-4.
- mit Volker Gäckle: Religionsfreiheit, Meinungsfreiheit und christlicher Glaube (Reihe: Interkulturalität & Religion, Band 5), Lit Verlag, Berlin 2017, ISBN 978-3-643-13829-3.
- mit Volker Gäckle und Harald Jung: Europa, wie hältst du's mit der Religion? Zum Verhältnis von Religion und Gesellschaft, Lit Verlag, Berlin 2020, ISBN 978-3-643-14476-8.
- mit Volker Gäckle: Mission im 21. Jahrhundert. Überlegungen und Perspektiven zur Zukunft der christlichen Weltmission, Lit Verlag, Berlin 2024, ISBN 978-3-643-25121-3.

### Aufsätze
- Das Verhältnis der Dt. Evang. Allianz zur Pfingstbewegung in Deutschland im Verlauf des 20. Jh. (Case-Study), in: Japan Evangelical Church Association – Theologische Kommission (Hrsg.): Aufsätze zur Lehre über den Heiligen Geist – Gesprächsgrundlage, Tokio 1999, S. 91–120.
- Karl Hartenstein: Mission with a focus on the end. In: Mission Studies 19-1/37 (2002), S. 53–81, ISSN 0168-9789.
- Schamanismus und die christliche Kirche in Japan. In: Klaus W. Müller (Hrsg.): Mission in fremden Kulturen. Beiträge zur Missionsethnologie (= edition afem – mission academics 15). Nürnberg 2003, S. 243–252, VTR, Nürnberg 2003, ISBN 978-3-933372918.
- Das Evangelium und die Religionen. Theologie der Religionen bei Lesslie Newbigin. In: Theologische Beiträge 36/1 (2005), S. 10–29, ISSN 0342-2372.
- Sozial-missionarisches Engagement im Kontext des Reiches Gottes: Kurze Skizze des missionstheologischen Beitrags von Lesslie Newbigin. In: Andreas Kusch (Hrsg.): Transformierender Glaube, erneuerte Kultur, sozioökonomische Entwicklung: Missiologische Beiträge zu einer transformativen Entwicklungspraxis. VTR, Nürnberg 2007, S. 208–224, ISBN 978-3-937965789.
- Theologie im Kontext: Zur Vielfalt und Einheit kontextueller Theologien. In: von Friedemann Walldorf, Lothar Käser, Bernd Brandl (Hrsg.): Mission und Reflexion im Kontext. Perspektiven evangelikaler Missionswissenschaft im 21. Jahrhundert. Verlag für Kultur und Wissenschaft, Nürnberg 2010, S. 236–256, ISBN 978-3-938116920.
- Edinburgh 1910 and beyond: Mission in Unity. Historical, theological and practical reflections. In: Frampton F. Fox (Hrsg.): Edinburgh 1910 revisited – ‚Give us Friends!‘ An India perspective on 100 years of mission. Papers from the 16th annual Centre for Mission Studies Consultation. Union Biblical Seminary, Pune, Bangalore 2010, S. 274–299.[10]
- Mission – in eschatologischer Perspektive. In: Theo Schneider, Christoph Morgner, Michael Diener (Hrsg.): Grundbegriffe des Glaubens. Brunnen-Verlag, Gießen 2011, S. 215–230, ISBN 978-3-765514753.
- The Clue to History. In: Mark T.B. Laing und Paul Weston (Hrsg.): Theology in Missionary Perspective. Lesslie Newbigin’s Legacy. Eugene, Oregon 2012, S. 33–48, ISBN 978-1610975742.
- The ‘Eschatology Office’ Reopened. Anmerkungen zur Bedeutung der Eschatologie für die Missionstheologie heute. In: Theologische Beiträge 43/1 (2012), S. 21–33, ISSN 0342-2372.
- Ekklesiologische Implikationen des missiologischen Paradigmenwechsels: "The Household of God" – Zur Relevanz von Lesslie Newbigins Ekklesiologie. In: Jürgen Schuster/Volker Gäckle (Hg.): Der Paradigmenwechsel in der Weltmission. Chancen und Herausforderungen nicht-westlicher Missionsbewegungen, Berlin 2014, 111-130, ISBN 978-3-643-12374-9.
- "Can the West be converted?" Missionstheologische Impulse Lesslie Newbigins für die Bezeugung des Evangeliums als "öffentliche Wahrheit" in einer säkularen und religiös pluralen Kultur. In: Thorsten Dietz/Norbert Schmidt (Hg.): Wort, Wahrheit, Wirklichkeit. Beiträge zum Gespräch mit Heinzpeter Hempelmann, Gießen/Basel 2015, 354-381.
- Biblische Randbemerkungen zum Umgang mit dem Begriff "Religion". In: Jürgen Schuster/Volker Gäckle (Hg.): Das Evangelium und die Religionen. Religionskundliche Fragen – Religionstheologische Folgerungen, Berlin 2015, 39-59, ISBN 978-3-643-12886-7.
- Animismus und postmoderne Spiritualität. Die Rückkehr der Engel, Geister und Schamanen. in: Theologische Beiträge 47/5 (2016), 285-304, ISSN 0342-2372.
- Die Bedeutung der Eschatologie für christliches Handeln: Zum Verhältnis von Wortzeugnis und Tatzeugnis in der christlichen Mission. Drei paradigmatische Grundentscheidungen. In: Evangelische Missiologie 33/4 (2017), 199-209, ISSN 0177-8706.
- Christlicher Glaube im postmodern-pluralistischen Mindset. Eine Fallstudie mit kulturanthropologischen und theologischen Reflexionen. In: Theologische Beiträge 48/6 (2017), S. 347-362, ISSN 0342-2372. (auch online unter: http://theologische-beitraege.de/fileadmin/theo/downloads/Schuster_Juergen_-_Langfassung_ThBeitr_48_2017_H6.pdf).
- Interkulturelle Theologie als missiologia viatorum (S. 32–45) und  „Multikulti ist gescheitert!“ Kulturwissenschaftliche Anmerkungen zu unserem Umgang mit Fremden (S. 177–193). In: Klaus W. Müller und Elmar Spohn (Hrsg.): Interkulturelle Theologie versus Missiologie. Beiträge zu Geschichte – Mission – Theologie (Festschrift für Bernd Brandl zum 65. Geburtstag), VTR Verlag, Nürnberg 2020, ISBN 978-3-95776-101-9.
- Kontextualisierung des Evangeliums. Grundzüge eines an der Inkarnation Christi orientierten Verständnisses. In: Heinzpeter Hempelmann, Benjamin Schließer, Corinna Schubert, Patrick Todjeras und Markus Weimer (Hrsg.): Handbuch milieusensible Kommunikation des Evangeliums. Reflexionen, Dimensionen, praktische Umsetzungen (Kirche und Milieu; Bd. 4), Vandenhoeck & Ruprecht, Göttingen 2019, ISBN 978-3-525-70277-2, S. 41–57.

### Lexikonartikel
Verschiedene Artikel im Evangelischen Lexikon für Theologie und Gemeinde, 2. Aufl. 2014